# Gare de Granges
La gare de Granges est une gare ferroviaire française (fermée) de la ligne de Laveline-devant-Bruyères à Gérardmer, située sur le territoire de la commune de Granges-sur-Vologne dans le département des Vosges en région Grand Est.
Elle est mise en service en 1874 par la compagnie des chemins de fer des Vosges, avant de devenir une gare de la Compagnie des chemins de fer de l'Est en 1883. Elle est fermée en 1971 par la Société nationale des chemins de fer français (SNCF).

## Situation ferroviaire
Établie à 502 mètres d'altitude, la gare de Granges est située au point kilométrique (PK) 5,43 de la ligne de Laveline-devant-Bruyères à Gérardmer (non exploitée), entre les gares fermées d'Aumontzey et de Kichompré.

## Histoire
La « gare de Granges » est mise en service le 11 juillet 1874 par la compagnie des chemins de fer des Vosges lorsqu'elle ouvre à l'exploitation la section de Laveline-devant-Bruyères à Granges. Elle devient une gare de passage lors du prolongement de la ligne jusqu'à la gare de Gérardmer le 29 juin 1878.
La gare est fermée en 1971.

## Service des voyageurs
La gare est fermée, la gare ouverte la plus proche est celle de Laveline-devant-Bruyères.